# Neu-Bamberg
Neu-Bamberg là một đô thị thuộc huyện Bad Kreuznach trong bang Rheinland-Pfalz, phía tây nước Đức. Đô thị Neu-Bamberg có diện tích 4,56 km², dân số thời điểm ngày 31 tháng 12 năm 2006 là 950 người.